# Кировская академия балета
Ки́ровская акаде́мия бале́та (англ. Kirov's Academy of Ballet) — школа классического танца, основанная в Вашингтоне в 1990 году Корейским культурным фондом (Korean Cultural Foundation) по инициативе Сон Мён Муна и закрытая в 2022 году.

## История
Художественным руководителем учебного заведения был бывший балетмейстер Ленинградского театра оперы и балета имени Кирова Олег Виноградов. Преподаватели школы были в основном выходцами из бывшего Советского Союза.
Академия называлась в прессе «Балетным Гарвардом» и играла определённую роль в культурной жизни Вашингтона, её ученики выступали в местных культурных программах и мероприятиях.
В 2022 году Академия объявила о закрытии по финансовым причинам.

## Ученики
До закрытия учебного заведения здесь обучалось до 45 учащихся одновременно. Учившиеся в академии Джей Ким и Эшли Кантерна являются обладателями 10 золотых медалей (9 и 1 соответственно) на чемпионатах мира по бальным танцам. Целый ряд выпускников Академии — известные танцоры.